# Timema ritensis
Timema ritensis is een insect uit de orde Phasmatodea en de familie Timematidae. De wetenschappelijke naam van deze soort is voor het eerst geldig gepubliceerd in 1937 door Hebard.